# 贝尔瓦塔
贝尔瓦塔（Belvata），是印度卡纳塔克邦Mysore县的一个城镇。总人口5627（2001年）。

## 人口
该地2001年总人口5627人，其中男性2913人，女性2714人；0—6岁人口680人，其中男367人，女313人；识字率71.71%，其中男性为76.04%，女性为67.06%。